# Sanilhac
Sanilhac är en kommun i departementet Ardèche i regionen Auvergne-Rhône-Alpes i sydöstra Frankrike. Kommunen ligger  i kantonen Largentière som ligger i arrondissementet Largentière. År 2022 hade Sanilhac 444 invånare.

## Befolkningsutveckling
Antalet invånare i kommunen Sanilhac
Referens: INSEE

## Galleri

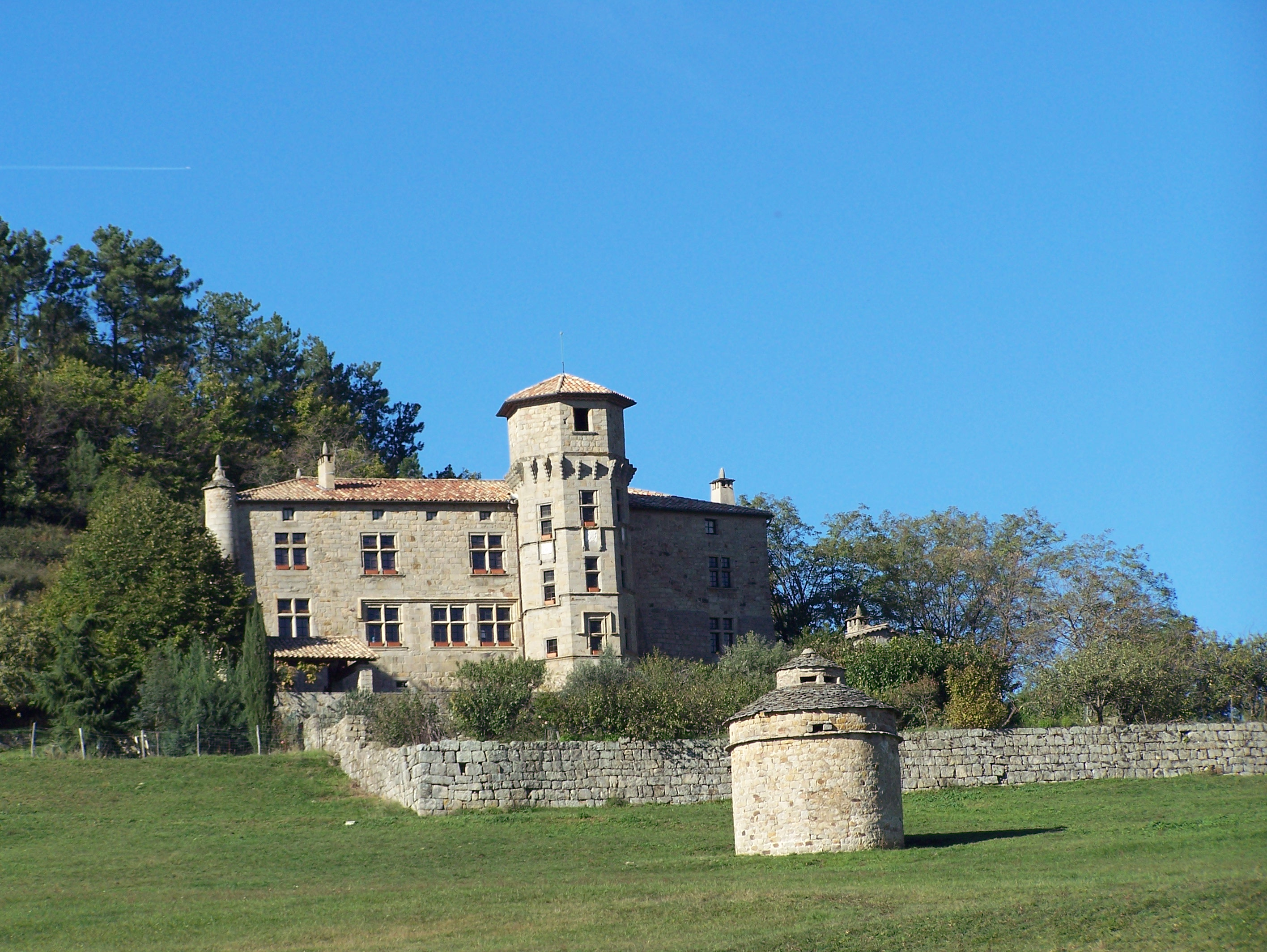